# Фризе, Станислав
Станислав Фризе (пол. Stanisław Fryze; 1 декабря 1885, Краков — 3 марта 1964, Гливице) — польский электротехник. Один из создателей основ общей электротехники. Доктор технических наук (1924), член Польской академии наук (1952), почетный член Объединения польских электриков (1989, посмертно).

## Биография
Был вторым из трех сыновей Станислава Фризе и Марии Пене (итальянка по происхождению). В 1897 году окончил 5-й класс общей школы, в 1904 году — 4-й класс реальной школы, перейдя в Высшую промышленную школу в Кракове, где с отличием сдал итоговый экзамен в 1905 году. Уже там проявил заинтересованность наукой, издав труд «Электричество и магнетизм» (1902).
Необходимость зарабатывать на жизнь помешала продолжению обучения и Станислав устроился электромонтером на фабрике фирмы «Siemens-Schuckert» в Кракове. В октябре 1906 призван в армию. Служил в австро-венгерских военно-морских силах на военной базе Пула на полуострове Истрия. После возвращения из армии работал во львовском отделении фирмы «Siemens», а с 1912 около одного года — в центральном офисе «Siemens» в Вене. За 6 лет работы в фирме прошел путь от самых низших ступеней до одного из руководителей производства.
В 1911 году переехал во Львов и записался на курс электротехники во Львовской политехнической школе. Поскольку лекции проходили в ту же пору, что и рабочие часы, вынужден был покинуть работу в «Siemens» и устроиться в Государственную промышленную школу. Там учил мастеров и вел курсы повышения квалификации для электромонтеров. Впоследствии назначен руководителем отдела электромеханики.
В феврале 1914 после окончания 2 года обучения составил I государственный экзамен (так называемый «полудиплом»), но начало Первой мировой войны прервало обучение. Служил в военной базе в Пуле на полуострове Истрия. Сначала был в составе команды миноносца MSM 51, затем служил на линкорах «Tegetthof» и «Arpad». Несмотря на бытовые неудобства и тесноту на корабле продолжал читать труды, невеста Анна по почте из Львова присылала ему материалы с лекций.
В апреле 1917 получил 3-месячный отпуск для завершения учебы. 23 апреля вступил в брак с Анной Крипьякевич. В течение 2 месяцев сдал 18 экзаменов за пропущенные 4-й и 5-й года обучения, а 16 июня 1917 с отличием сдал II государственный экзамен (диплом). Вернувшись на флот, получил звание подхорунжего военно-морских сил. В ноябре 1918 на кораблях начались беспорядки, началась революция. Фризе вернулся во Львов, где был комендантом военных электротехнических машин. Работал учителем в Государственной промышленной школе. В 1918 году стал членом Политехнического общества во Львове.
В марте 1922 представил во Львовской политехнике докторскую работу «Новая теория общего электрического круга». Это была первая докторская работа электротехники в Польше. В ней он одним из первых предложил использование символических методов. В январе 1924 года получил докторскую степень. Его докторскую работу напечатали в зарубежных научных журналах: французском «Revue generale de l'electricite» и немецком «Elektrotechnische Zeitschrift». Кроме них статьи Фризе печатали в изданиях: «Przegląd Elektrotechniczny», «Czasopismo Techniczne» и «Elektrotechnik und Maschinenbau». На протяжении 1926-1934 годов написал трёхтомную книгу «Elektrotechnika ogólna» (пол. Общая электротехника), которая должна была служить учебником для студентов Львовской политехники. Каждый том состоял из двух больших частей. I том носил название «Электричество и магнетизм», II — «Постоянный ток», III — «Переменный ток». В целом трехтомник имел 2445 страниц и содержал 2498 иллюстраций.
В конце 1934 года вышла величайший труд ученого «Общая теория трансфигурации электрической цепи», ставшая итогом его исследований электрической цепи.
Среди его учеников: Николай Максимович, будущий заведующий кафедрой теоретической и общей электротехники Львовского политехнического института и ректор Львовского политехнического института в 1953-1963 годах.
В январе 1945 года НКВД арестовало Фризе и еще 5 других профессоров Политехники. Он был вывезен на Донбасс на принудительные работы в шахте. Осенью того же года вернулся во Львов, а в июне 1946 уехал в польский город Гливице, где возглавил кафедру основ электротехники Шленской политехники.
С женой Анной Крипьякевич детей не имели.
Умер 3 марта 1964 в Гливице.
В 1989 году по случаю 25-й годовщины со дня смерти удостоен звания «почетный член Объединения польских электриков». Объединение создало Медаль имени профессора Станислава Фризе, которой награждают «заслуженных лиц для признания их выдающейся и творческой работы в области электричества (на научной, технической, педагогической, а также профессиональной и общественной ниве)».

## Научная деятельность
Разработал теории трансфигурации электрической цепи, а также активной, пассивной и мнимой мощности в цепях токов и напряжений, ввел понятие переменной электродвижущей силы, а также методы расчета с помощью контурных токов и узловых потенциалов, упростил теорию и методы анализа многофазных систем при помощи внедрения символических методов. Автор 32 научных работ, в том числе 3-томного (в 6 частях) курса «Общая электротехника». Участник Международного конгресса электриков в Париже (1932).